# Tyukod
Tyukod é uma vila da Hungria, situada no condado de Szabolcs-Szatmár-Bereg. Tem 62,18 km² de área e sua população em 2019 foi estimada em 2.025 habitantes.